# Partido Verde Eto-Ecologista
El Partido Verde Eto-Ecologista fue un partido político uruguayo.
Este partido se formó en 1987, haciendo eco de la ola de movimientos ecologistas a nivel mundial.
Se presentó a las elecciones de 1989 con el profesor, médico y escritor uruguayo Rodolfo Tálice como candidato a la Presidencia de la República y licenciado Homero Mieres como candidato a diputado y presidente del partido, siendo su primer secretario general Fernando Estévez Griego. Obtuvo 11.000 votos, que no fueron suficientes para conquistar una banca parlamentaria.
Tiempo después sufrió el desgajamiento de Fernando Estévez Griego, que conformó el MEPU (Movimiento Ecologista Pacifista del Uruguay) y, posteriormente, de Homero Mieres, quien formó el Partido del Sol Federal y Pacifista 
En las elecciones de 1994 obtuvo 5.500 votos.
En posteriores ocasiones, el partido siguió actuando asociado con otros. En las elecciones de 1999 tuvo una lista en el seno de la Unión Cívica. En las Elecciones Nacionales de 2004 se repite la situación, esta vez, acompañando al Partido Independiente con la Lista 2003 , tanto en Montevideo como en Maldonado, siendo Pablo Mieres candidato a Presidente y Demian Bayley Domínguez candidato a diputado por Maldonado (Punta del Este). Maldonado fue porcentualmente el departamento más votado a nivel general por la lista 2003, Agrupación Verde-Etoecologista Dr. Rodolfo Tálice.
Al incorporarse la Unión Cívica al Partido Nacional en agosto de 2008, los verdes ratificaron su apoyo a la coalición. En las elecciones internas de 2009 los Eto-Ecologistas marcaron su presencia dentro de la Alianza Partido Nacional Unión Cívica, acompañando a la lista 80 de la Unión Cívica.
El expresidente de la Agrupación Verde Eto-Ecologista "Dr. Rodolfo Tálice", Álvaro Martínez Silva, renunció a la Unión Cívica en 2008. En 2009 otorgó su apoyo al precandidato presidencial del Partido Colorado Daniel Lamas y, en octubre del mismo año, adhirió a la lista 5 de dicho partido. En 2014 apoyó como votante al PERI (Partido Ecologista Radical Intransigente), Partido al que se vinculó, siendo electo Convencional para el período 2019-2024 y candidato a diputado (la lista 696) en 2019.

## Presidentes
- Rodolfo Tálice: 1987-1999 (como Partido Verde Eto-Ecologista)[1]
- Rodolfo Tálice: 1999 (como Agrupación Verde Eto-Ecologista del Partido Unión Cívica).
- Rodolfo Tálice: Periodo 1995/2000 (como Partido Verde Eto-Ecologista), participó como candidato a la Presidencia de las elecciones nacionales de Uruguay. Sr. Omar Medina fue candidato a Intendente y Sergio Bañales fue Suplente 4.
- Raúl Piaggio: 1999-2001 (como Agrupación Verde Eto-Ecologista del Partido Unión Cívica).
- Raúl Piaggio: 2001-2004 (como Agrupación Verde Eto-Ecologista del Partido Independiente: lista 2003).
- Álvaro Martínez Silva: 2004-2008 (como Agrupación Verde Eto-Ecologista "Dr. Rodolfo Tálice" del Partido Unión Cívica).
- Carlos Binnes: 2009 (como Agrupación Verde Eto-Ecologista "Dr. Rodolfo Tálice" de la alianza Unión Cívica Partido Nacional).